# تراغانوبسيس
تراغانوبسيس غلوميراتا (بالإنجليزية:  Traganopsis glomerata)‏ هو نوع من النباتات المزهرة التي تنتمي إلى الفصيلة القُطَيفية. وهو النوع الوحيد في جنس تراغانوسيس. موطنه المغرب والصحراء الغربية.